# Albano de Verulamio
San Albano de Verulamium (en inglés: Saint Alban, en latín: Sanctus Albanus) es un santo cristiano, primer mártir de Gran Bretaña, cuya memoria se celebra en la liturgia romana y bizantina el 22 de junio y en la anglicana el 17 de junio.

## Historia
Albano dio refugio a un sacerdote misionero cristiano perseguido por el emperador romano Diocleciano.

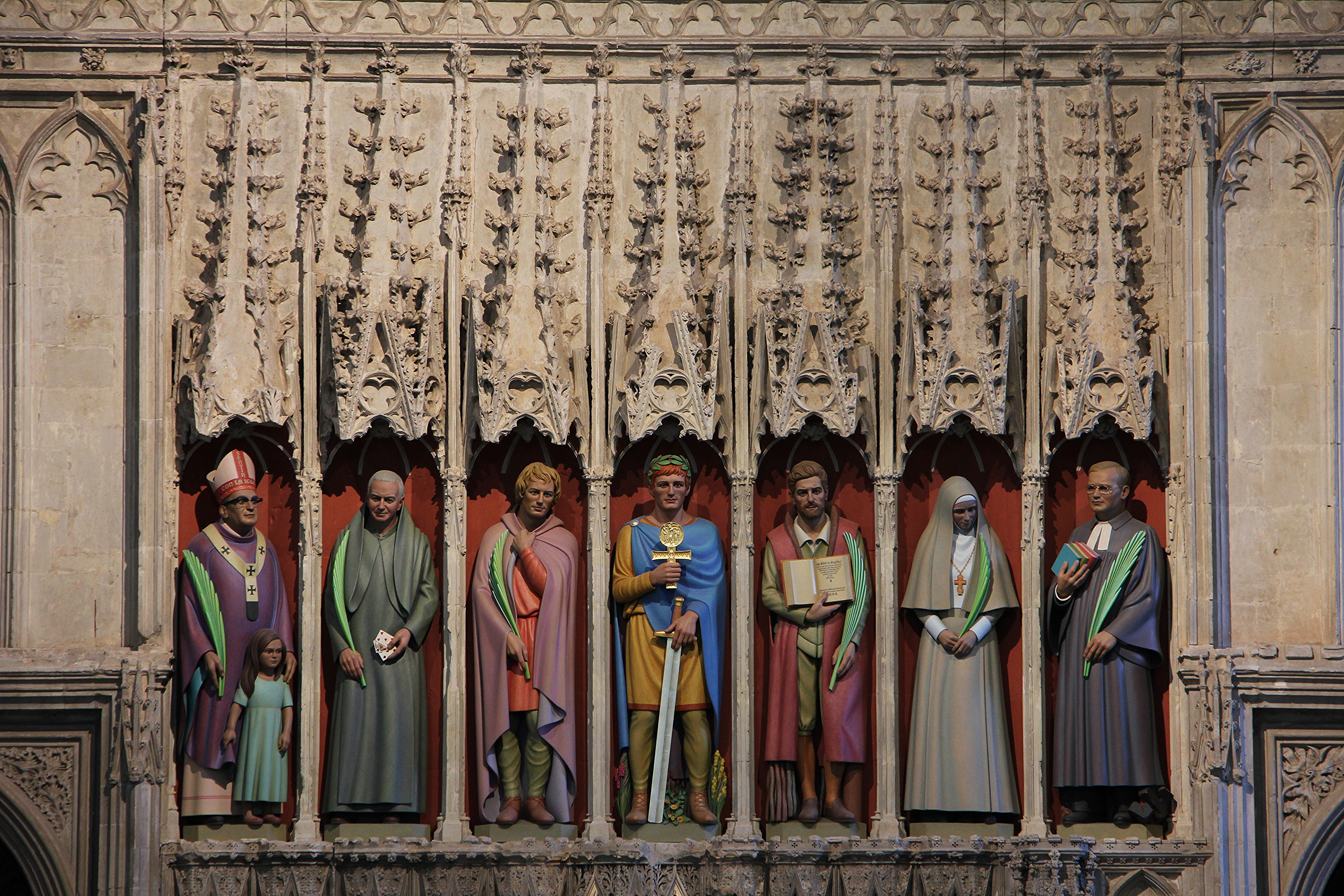
San Óscar Romero, San Albano Roe, San Anfíbalo, San Albano, George Tankerfield, Isabel de Rusia, Dietrich Bonhoeffer, representados en el retablo de la nave. Catedral de St Albans Reino Unido.

Trabada amistad con este sacerdote, Albano recibió de él la instrucción cristiana y el bautismo, antes de que un magistrado del emperador que perseguía a los cristianos los descubriese. Albano se hizo pasar por el sacerdote y fue decapitado; sobre la fecha de ejecución existe una controversia. La leyenda afirma que en el camino recorrido hasta su ejecución sucedieron diversos milagros.
Se honra a este santo como el primer mártir (es decir, protomártir) de la antigua Britania.

## Véase también

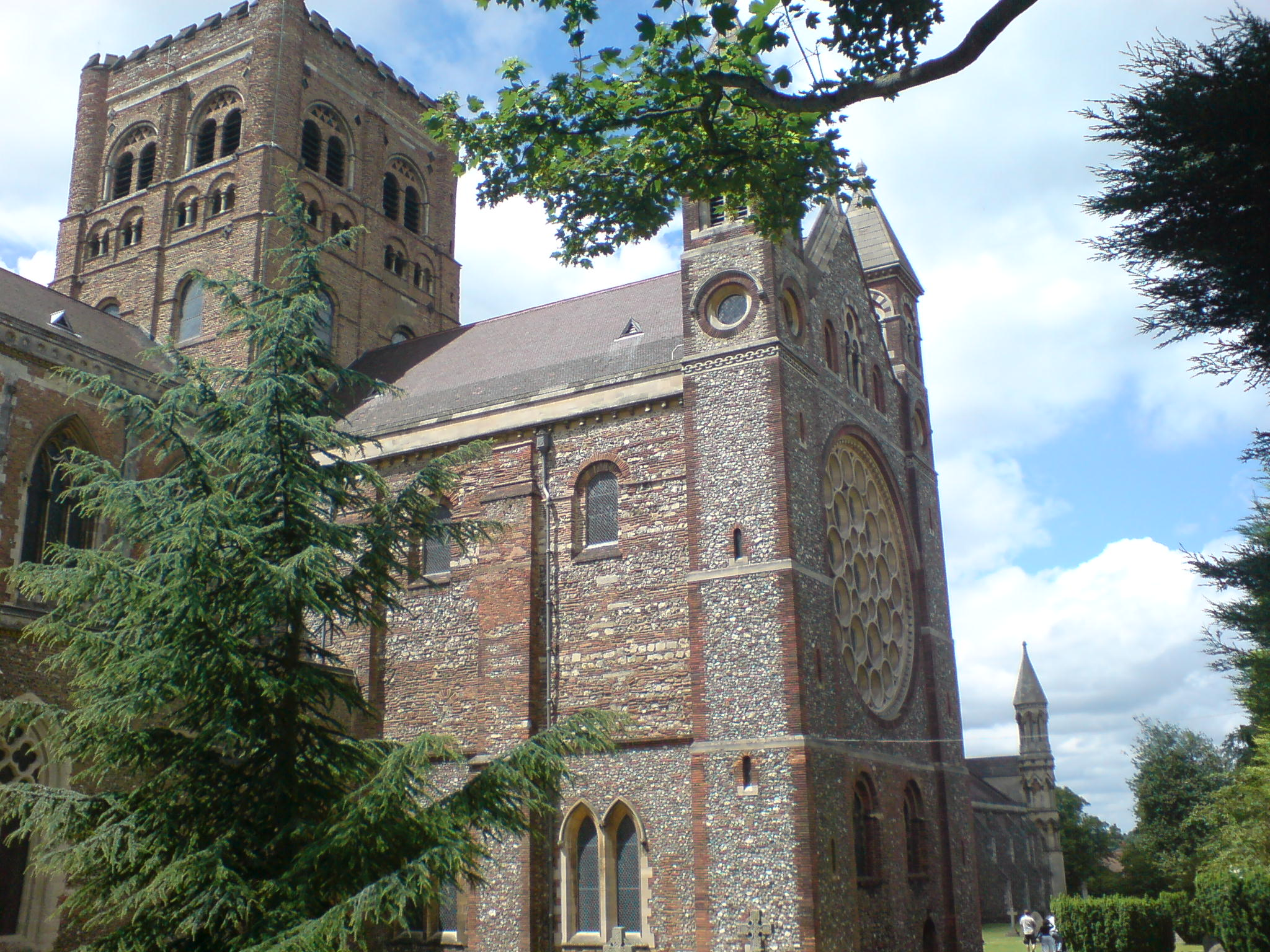
La catedral de San Albano se encuentra en la ciudad inglesa de St Albans, en el condado de Hertfordshire.